# Giovanni D'Orio
Giovanni D'Orio (Partinico, 3 gennaio 1926 – Hurlingham, ottobre 2006) è stato un ingegnere italiano.

## Biografia
Nato da una famiglia borghese della provincia palermitana, si trasferì in Argentina alla fine degli anni quaranta, assieme alla moglie e alle due piccole figlie. Qui cominciò a lavorare per la "Fuerza Aérea Argentina" (Aeronautica militare argentina).
Dopo due periodi di lavoro nella Patagonia argentina, fu mandato in Antartide, per costruirvi una pista di atterraggio di grossi aerei militari Hercules C-130. La pista fu costruita con piastre di alluminio, in un sito con temperature che raggiungono i -48 °C, e con vento di velocità superiori ai 100 km orari. Per questo lavoro le autorità aeronautiche gli conferirono una medaglia d'oro ed un diploma d'onore, e gli offrirono la possibilità di arruolamento come ufficiale, ma D'Orio rifiutò per non rinunciare alla cittadinanza italiana.
Due anni dopo ritornò in Antartide per supervisionare i lavori di costruzione di alloggi per militari ivi di stanza, ed altri tre anni dopo vi si recò di nuovo per costruire un'altra pista d'atterraggio, sempre in alluminio. Fece parte del gruppo di mantenimento delle piste aeree all'estremo sud dell'Argentina, in Patagonia.
Per i servizi prestati gli furono conferite altre decorazioni dal capo della Forza Aerea, dal Presidente dell'Istituto Antartico e dal Ministro della Difesa. Morì a Hurlingham, nella provincia di Buenos Aires, nell'ottobre 2006.